# والتر جايتون كادي
والتر جايتون كادي (بالإنجليزية: Walter Guyton Cady)‏ (10 ديسمبر 1874 – 9 ديسمبر 1974) فيزيائي ومهندس كهربائي أمريكي، وأحد رواد مجال الكهرباء الانضغاطية, ابتكر المتذبذب البلوري عام 1921.
ولد كادي في بروفيدنس، رود آيلاند, وتخرج من جامعة براون عام 1895، ثم درس بين عامي 1897-1900 في جامعة هومبولدت في برلين, لنيل درجة الدكتوراه في الفيزياء التي حصل عليها عام 1900. بين عامي 1895-1897، عمل كادي كمحاضر في مادة الرياضيات في جامعة براون. كما عمل كمراقب مغناطيسي بين عامي 1900-1902 في إدارة المسح الجيوديسي الوطنية، ومن 1902-1946، عمل كأستاذ للفيزياء في جامعة ويسليان، حيث كانت اهتماماته الرئيسية تشمل الشحنات الكهربائية في الغازات والكهربائية الانضغاطية والموجات فوق الصوتية والمرنانات الكهروضغطية والمتذبذبات والأجهزة البلورية.
أثناء الحرب العالمية الأولى، اهتم كادي بدراسة البلورات أثناء عمله في معامل جنرال إلكتريك وجامعة كولومبيا ومحطة الاختبارات البحرية العسكرية في نيو لندن، كونيكتيكت، للتوصل إلى استخدام صوت عالي التردد مولّد بواسطة كهرباء انضغاطية لرصد الغواصات. استخدم في البداية بلورات طرطرات صوديوم وبوتاسيوم كمبدل. وبعد أن لاحظ أنه عند توصيل بلورة كوارتز بمتذبذب إليكتروني متغير التردد، فإنه سيهتز بشدة عند تردد معين، ولن يهتز عند الترددات الأخرى، لذا قرر استخدام المتذبذبات البلورية في تطبيقات ترددات الراديو.
وفي عام 1921، صمم كادي أول دائرة للتحكم في الترددات تعتمد على مرنان من الكوارتز البلوري، وحصل على براءتي اختراع حول أساسيات المرنانات وتطبيقاتها في الراديو عام 1923. وأعلن كادي أن هذه الدوائر ستستخدم كمعايير للتردد، وفي عام 1922، أصدر بحثُا حول هذا الموضوع، وفي عام 1923، قام كادي بعمل مقارنة بين معايير الترددات عند مقارنة مرنانه الكوارتزي مع معايير الترددات في إيطاليا وفرنسا وإنجلترا والولايات المتحدة. وفي عام 1932، أصبح كادي رئيسًا لمعهد مهندسي الراديو.
وخلال الحرب العالمية الثانية، عمل كادي مجددًا في التطبيقات العسكرية للكهرباء الانضغاطية، كتدريبه لمشغلي الرادار، الذين استخدموا مبدلات كهروضغطية في خزانات سوائل لتوليد عائدات رادار واقعية. تقاعد كادي وانتقل إلى باسادينا، كاليفورنيا في عام 1951، وبعد تقاعده، أصبح مستشارًا صناعيًا ومستشار للحكومة الفيدرالية.
حصل كادي في عام 1928، على جائزة موريس ليبمان التذكارية، وفي عام 1936، أصبح ثاني أمريكي يحصل على ميدالية وجائزة دادل من جمعية لندن للفيزياء. كما حصل على درجة الدكتوراة الفخرية من جامعة براون عام 1938، ومن ويسليان عام 1958. أرشفت أبحاثه في مؤسسة سميثسونيان وجمعية رود آيلاند التاريخية.